# Chuck Berry's Greatest Hits
Chuck Berry's Greatest Hits è un album raccolta del cantante rock and roll statunitense Chuck Berry pubblicato nel 1964.

## Tracce
1. Roll Over Beethoven
2. School Days
3. Rock and Roll Music
4. Too Much Monkey Business
5. Johnny B. Goode
6. Oh, Baby Doll
7. Nadine
8. Maybellene
9. Memphis, Tennessee
10. Sweet Little Sixteen
11. Thirty Days
12. Brown-eyed Handsome Man